# Ривалта Бормида
Ривалта Бормида (итал. Rivalta Bormida) је насеље у Италији у округу Алесандрија, региону Пијемонт.
Према процени из 2011. у насељу је живело 1152 становника. Насеље се налази на надморској висини од 147 м.

## Становништво
| 1931. | 1936. | 1951. | 1961. | 1971. | 1981. | 1991. | 2001. | 2011. |
| ----- | ----- | ----- | ----- | ----- | ----- | ----- | ----- | ----- |
| 2.371 | 2.300 | 2.121 | 1.920 | 1.760 | 1.650 | 1.450 | 1.443 | 1.417 |